# Glenea flavicollis
Glenea flavicollis là một loài bọ cánh cứng trong họ Cerambycidae.